# Tobías y el ángel (ópera)
Tobías y el ángel (título original en inglés, Tobias and the Angel) es una ópera de comunidad con música de Jonathan Dove y libreto en inglés de David Lan. La historia se basa en el Libro de Tobit de los Apócrifos. La ópera se estrenó en 1999 en la Iglesia de Cristo de Highbury Fields en Londres como la primera producción "Walkabout" del teatro Young Vic durante su renovación. 
Se repuso por el Young Vic como su primera producción cuando se volvió a abrir en 2006. Una grabación de Tobías y el ángel con el reparto original de la representación del año 2006 en Old Vic fue lanzado por el sello Chandos en agosto de 2010. 
Es una ópera poco representada en la actualidad; en las estadísticas de Operabase aparece con sólo dos representaciones en el período 2005-2010.